# Camsà
|  | Per a altres significats, vegeu «kamëntsá». |

El camsà, també anomenat kamsá, sibundoy, coche, kamse, mocoa, kamemtxa o camëntsëá, és una llengua aïllada pertanyent al poble camsà. Es parla al vall del Sibundoy, al departament de Putumayo (Colòmbia). Jolkesky (2016) assenyala l'existència de semblances lèxiques amb les llengües chocó, a causa del contacte.

## Varietats
Mason (1950) esmenta les següents varietats del camsà:
- Sebondoy
- Quillacinga
- Patoco

## Fonologia
|             |             | Bilabials | Alveolars | Palatals | Velars | Uvulars |
| ----------- | ----------- | --------- | --------- | -------- | ------ | ------- |
| Oclusives   | sordes      | p         | t         | c        | k      |         |
| Oclusives   | sonores     | b         | d         |          | g      |         |
| Fricativa   | Fricativa   | f         | s         |          |        | χ       |
| Africades   | sordes      |           | t͡s        |          |        |         |
| Africades   | sonores     |           | d͡z        |          |        |         |
| Nasals      | Nasals      | m         | n         |          |        |         |
| Aproximants | Aproximants |           | l         | j        | w      |         |
| Vibrants    | Vibrants    |           | r         |          |        |         |

## Gramàtica
El camsà és una llengua polisintètica amb prefixos i sufixos. També disposa del nombre dual, el qual distingeix el camsà de les altres llengües de la zona.